# ヒューマン フォール フラット
『ヒューマン フォール フラット』（Human: Fall Flat）は、リトアニアのゲームスタジオNo Brakes Gamesが開発したアクションパズルゲーム。基本的にダウンロードソフトである。
2018年3月9日にはSuper Rare Gamesより5000個限定でNintendo Switch版がパッケージ販売された。2020年6月25日には日本でもパッケージ版が発売。
2023年6月9日開催の「Devolver Direct」にて、続編『ヒューマン フォール フラット2』が発表された。
日本国内ではインターネット番組『よゐこのインディーでお宝探し生活』の中で濱口優が名付けた「ふにゃべえ」という愛称が広まっている他、「ぐにゃぐにゃ」「ぐにゃぐにゃゲーム」という呼称でも親しまれる。

## ゲーム内容
物理演算を利用した3Dのアクションパズルゲーム。夢の中に入り込んだ主人公のボブはぐにゃぐにゃした粘土のような体になっており、うまく力が入らないが、箱庭世界にあるオブジェクトを動かしてステージを進んで行く。
ローカル協力プレイのほか、Steam版は2017年10月より、Nintendo Switch版も2018年8月30日よりオンラインマルチプレイにも対応している。

## 反響
2018年のNintendo Switchダウンロード専用ソフトの年間ダウンロード数ランキングで第1位となった。2020年3月には日本国内のNintendo Switch版が60万ダウンロードを突破した。
日本でのローカライズを手掛けたテヨンジャパンがファミ通とのインタビューで語ったところによると、PlayStation 4版も発売後ロングセールスを記録しているとしている。
テヨンジャパンのミカル・タトカは前述のインタビューの中で、日本のファンに受け入れられるという自信はあったが、ここまでヒットするとは思っていなかったと話している。